# I love New York

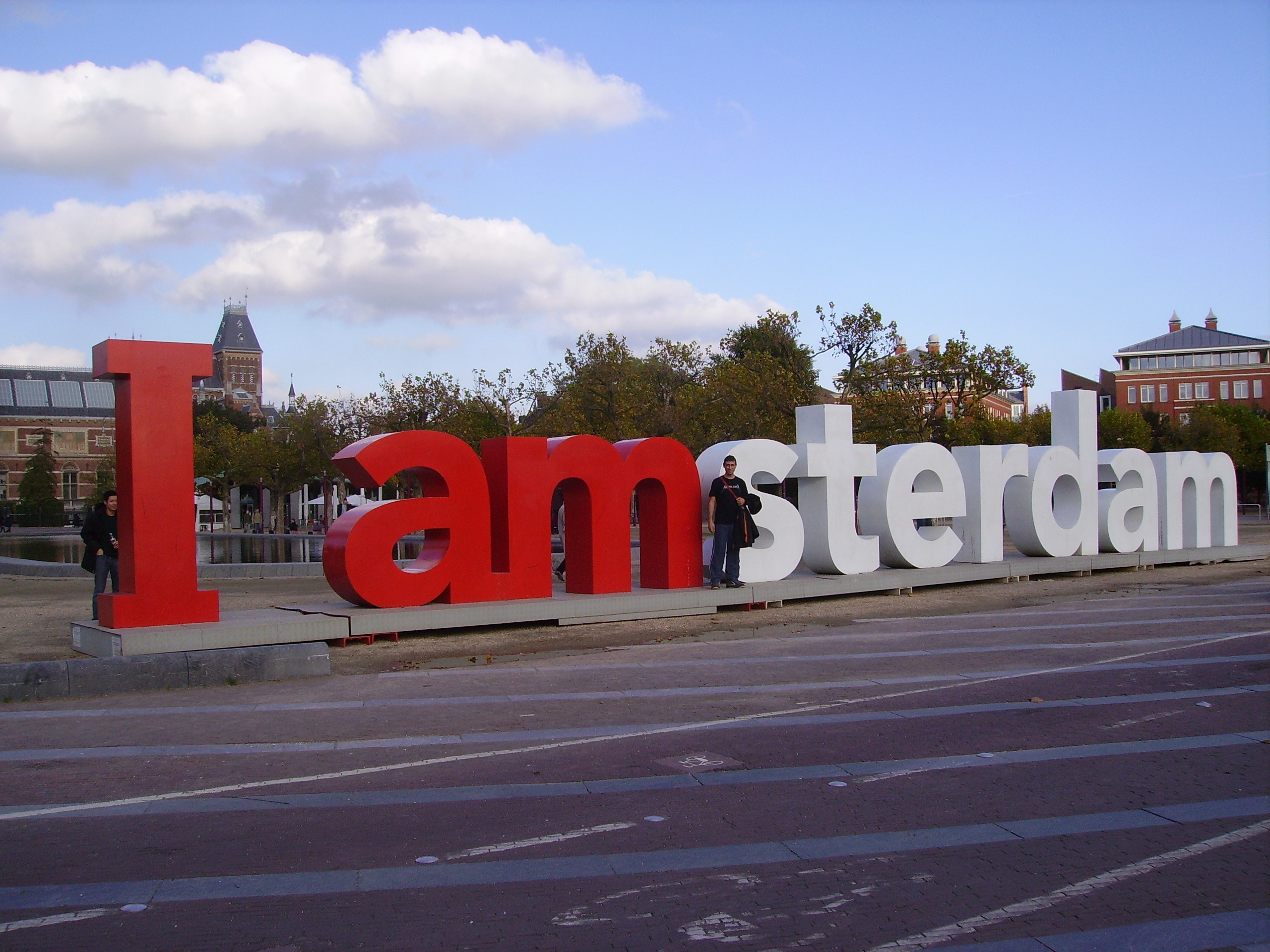
I amsterdam
KesselsKramer (2005)

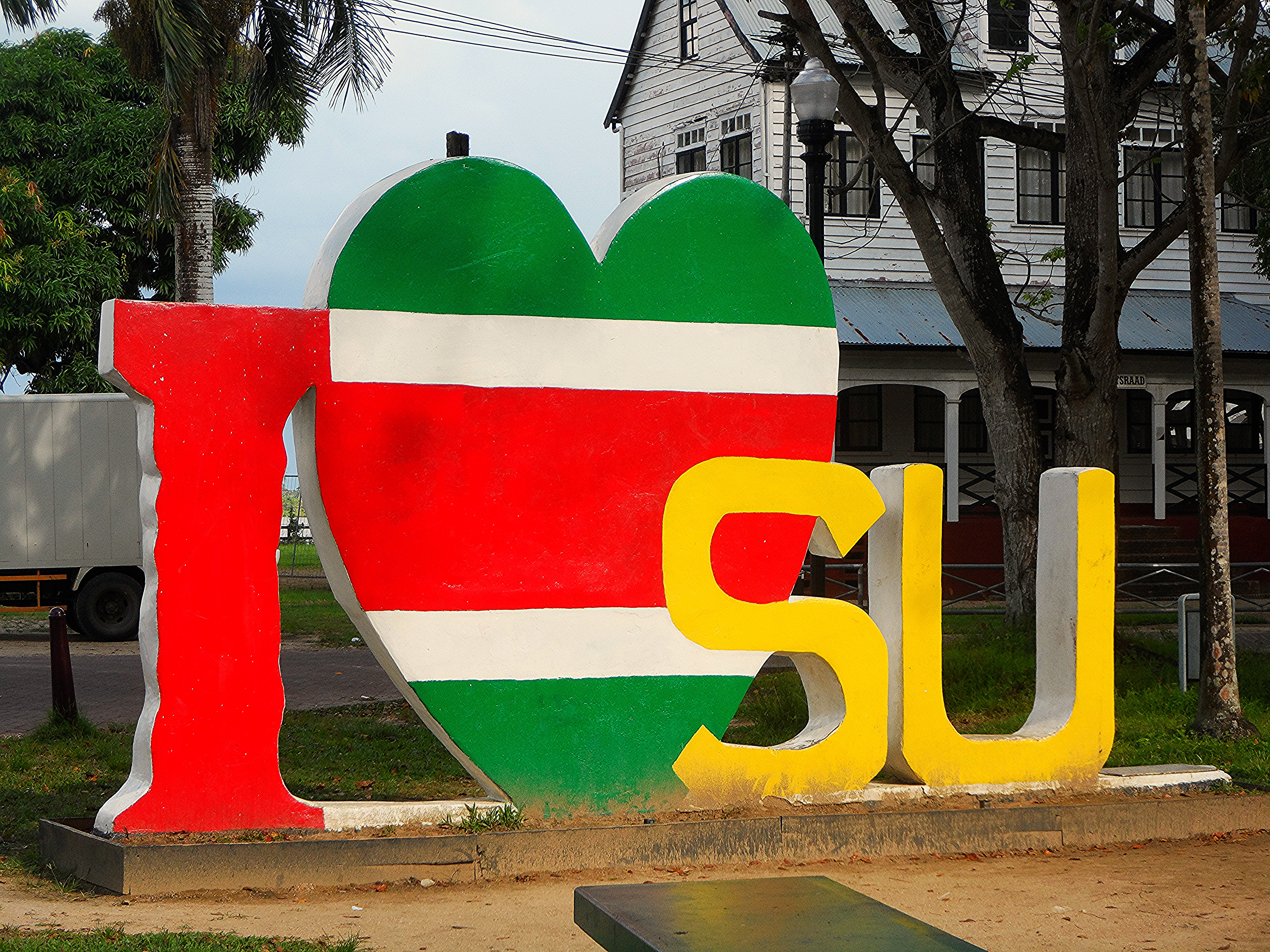
Srefidensimonument
George Struikelblok (2010)

I love New York (gestileerd als I ❤️ NY) is een slogan, een logo en een lied die de basis vormen van een reclamecampagne. Het logo diende als basis voor vergelijkbare logo's wereldwijd, waaronder I amsterdam en I love SU (Srefidensimonument).

## Logo
Het logo bestaat uit de hoofdletter I, gevolgd door een rood hartsymbool (❤️), met daaronder de hoofdletters N en Y, gezet in het afgeronde schreeflettertype American Typewriter.
Het logo is ontwikkeld door het marketingbureau Wells, Rich en Greene onder leiding van Mary Wells Lawrence en wordt sinds 1977 gebruikt voor de promotie van toerisme in de staat New York. Het logo en het servicemerk zijn eigendom van het New York State Department of Economic Development en zijn te vinden in souvenirwinkels en brochures in de hele staat. Soms gebeurt dat met een licentie, maar vaak ook niet.
Het logo werd in 1976 achterin een taxi ontworpen door grafisch ontwerper Milton Glaser. De originele tekening bevindt zich in het Museum of Modern Art in Manhattan.	

## Lied
Het lied I love New York werd in 1977 geschreven en gecomponeerd door Steve Karmen als onderdeel van de reclamecampagne. In 1980 riep gouverneur Hugh Carey het uit tot volkslied van de staat New York, maar dit werd nooit officieel vastgelegd in een wet. Terwijl Karmen gewoonlijk het auteursrecht van zijn liedjes voor zichzelf hield, gaf hij de rechten van dit lied gratis aan de staat. In 2020, tijdens de coronapandemie, schreef hij een extra couplet ter ere van de veerkracht van New York.	